# Rudolf Häsler
Rudolf Häsler (* 29. Juli 1927 in Interlaken, Kanton Bern; † 16. Januar 1999 in Sant Cugat del Vallès, Provinz Barcelona) war ein Schweizer Maler, Grafiker und Zeichner. Von 1957 bis 1969 lebte er in Kuba und verantwortete dort nach der Revolution bis 1963 den nationalen Aufbau des Kunstgewerbes als Wirtschaftszweig (Nationaldirektor für Kunst und Kunstgewerbe des INIT).

## Leben
Rudolf Häsler wuchs als Sohn eines Postautochauffeurs und einer in Polen geborenen Auslandsschweizerin auf dem Bödeli im Berner Oberland auf. Nach der Primarschule zog die Familie nach Solothurn, wo  er die Realschule  besuchte und nach dem Schulabschluss das dortige Lehrerseminar besuchte, wo er an der Kantonsschule der akademischen Studentenverbindung Amicitia Solodernenis angehörte. Ab 1947 arbeitete er als Primarlehrer in Klus (Balsthal). Von 1948 bis 1951 war er Primarlehrer in Boningen SO.
Gleichzeitig nahm er Malunterricht und unternahm verschiedene Studienreisen durch Europa. 1952 gab er den Lehrerberuf auf, um sich ganz der Kunst zu widmen. Er reiste 1952/1953 in die algerische Sahara und lebte von 1953 bis 1955 in den andalusischen Städten Sevilla und Granada. Weitere Reisen führten ihn nach Italien, Jugoslawien, erneut über Nordafrika bis in die Sahara und zurück nach Andalusien. In Granada lernte er 1956 die Kubanerin María Dolores Soler kennen, das Modell eines befreundeten Malers, die er 1957 auf eine Reise über die USA in ihre Heimatstadt Santiago de Cuba begleitete und dort heiratete. 1958 kam in Santiago Sohn Rodolfo zur Welt, das erste von vier Kindern des Paares. Da Häsler das Land sofort faszinierte, entschied er sich, anstatt der geplanten zwei Wochen länger auf Kuba zu bleiben. 1958 unternahm er eine Studienreise nach Haiti und blieb dann bis 1959 in Santiago de Cuba.

### Kuba
Auf Kuba erlebte Häsler den Höhepunkt der Kubanischen Revolution, in der die Stadt Santiago und ihre Region von zentraler Bedeutung war. Er teilte die Aufbruchstimmung zum Zeitpunkt des Sieges der von Fidel Castro angeführten Rebellen Anfang 1959 und suchte die aktive Beteiligung am gesellschaftlichen Wandel. Er schloss sich zunächst einer Gruppe von Künstlern und Architekten an, die sich im Auftrag des Verteidigungsministeriums der Kunst am Bau widmete. Anschliessend entwickelte er nach dem Studium lokaler Traditionen ein Konzept zum Aufbau einer landesweiten Keramik-Industrie, das von der Regierung angenommen und umgesetzt wurde. Er wurde geschäftsführender Berater im neugegründeten Nationalinstitut für Kunstgewerbe in der Hauptstadt Havanna und nach dem Rücktritt seines vorgesetzten Direktors wurde er im Februar 1960 zum Direktor befördert.
Hinter dem argentinischen Revolutionshelden Ernesto «Che» Guevara als damaligem Industrieminister, mit dem er berufsbedingt häufig Kontakt hatte, war Häsler der höchstrangige ausländische Funktionär im kubanischen Staat. Außer mit kubanischen Künstlern und Intellektuellen kam er auf Kuba auch in Kontakt mit prominenten Ausländern, die damals das Land besuchten, darunter Pablo Neruda oder auch Errol Flynn. Er war eng mit der langjährigen persönlichen Assistentin Castros, Celia Sánchez, befreundet. Seine Initiativen zur Entwicklung des Kunstgewerbes wurden beispielsweise in der Produktion von Keramikartikeln, Hängematten und Musikinstrumenten realisiert und sorgten für die Schaffung mehrerer Tausend neuer Arbeitsplätze.
Die Annäherung der kubanischen Regierung an die Sowjetunion führte unter Leitung Guevaras zu einer schnell fortschreitenden Ausrichtung am realsozialistischen Modell der streng bürokratischen Planwirtschaft. Gleichzeitig schränkte Fidel Castro die bürgerlichen Freiheiten immer stärker ein und führte ein totalitäres und militaristisches, auf Befehlsgehorsam gegenüber seiner Person basierendes Gesellschaftsmodell ein. Diese Erfahrungen führten zur zunehmenden Desillusionierung Häslers mit den Führern der von ihm anfänglich unterstützten Revolution. Mehrfach wurde sein Arbeitsplatz von der Geheimpolizei durchsucht. Nachdem er nach eigenen Angaben einen absurden Spezialplan Celia Sánchez’ nicht ausführen wollte, fiel er in Ungnade und wurde 1963 seines Postens enthoben. Auf Betreiben der Kommunistischen Partei wurde ein gefälschter Lebenslauf veröffentlicht, der ihn als ehemaliges SS-Mitglied in Hitler-Deutschland sowie als aktuellen CIA-Spion im Dienste der USA verleumdete.
Nach der Amtsenthebung arbeitete er in seinem Wohnhaus in Havanna als Künstler und Kunsthandwerker und ernährte seine Familie durch diverse Auftragsarbeiten, vor allem Arbeiten mit Keramik. Von den Behörden wurde er als «regimeuntreuer Maler» verfemt. 1967 hielt er sich zum Studium der dortigen Wandgemäldekunst in Mexiko auf. Nach einem aufreibenden bürokratischen Genehmigungsprozess gelang ihm im Januar 1969 mit seiner Familie die Ausreise aus Kuba. Seine Erfahrungen in Kuba hielt Häsler in seinem 1984 veröffentlichten Buch Kuba – Freiheit oder Terror: Ein Maler erlebt die Revolution fest.

### Spanien
Häsler zog 1969 mit seiner Familie nach Mojácar in der Provinz Almería und lebte ab 1970 bis zu seinem Lebensende in Sant Cugat del Vallès in der Provinz Barcelona und war als Maler erfolgreich. In den 1990er Jahren führten ihn Studienreisen nach Algerien (Tassili, Djanet, Timimoun, Adrar), Tanger, Wien und in die Türkei. Seine Kinder Rodolfo, Alejandro, Juan Carlos und Ana sind auf den Gebieten der Dichtung, der Malerei und des Gesangs auf professionellem Niveau künstlerisch tätig. Am 16. Januar 1999 erlag er einem Herzstillstand.

## Künstlerisches Schaffen
Bekannt wurde Häsler vor allem durch seine realistischen, teilweise auch als hyperrealistisch bezeichneten Gemälde. Diesem Stil, den er in Öl- und Acrylgemälden sowie in Zeichnungen umsetzte, hatte er sich seit Ende der 1960er Jahre gewidmet. Seine Kunst wurde unter anderem 1986 auf der zeitgenössischen Kunstmesse ARCO Madrid sowie 1989 in einer grossen Retrospektive in Barcelona ausgestellt. Da viele seiner Gemälde im Rahmen seiner Reisen durch die Länder der arabischen Welt entstanden, wurde Häsler thematisch auch der Schule der Orientalisten zugerechnet. Vor allem seit seinem Tod wurde Häslers Werk häufig gemeinsam mit ebenfalls realistischen Gemälden seiner Söhne Alejandro und Juan Carlos ausgestellt.
Rund ein Drittel des Gesamtwerks erwarb ein Schweizer Immobilienhändler und Galerist, überwiegend direkt von der Familie des Künstlers. Dessen Galerie Bromer Kunst lässt seit 2014 das Leben und Wirken Häslers erforschen und dokumentieren, um ihn einem größeren Publikum bekannt zu machen. Erste Ergebnisse waren seit 2016 Ausstellungen in Interlaken und Roggwil sowie ein bei der Roggwiler Ausstellung gezeigter 50-minütiger Dokumentarfilm über Häsler.

## Auszeichnungen
- 1988: Kulturpreis des Kantons Solothurn[1]
- 2018: Am 29. Januar Verleihung des Ehrenbürgerrechts von Sant Cugat[11]

## Ausstellungen (Auswahl)
- 1956: Kunstmuseum Olten
- 1958: Verschiedene Ausstellungen in Kuba
- 1973: Galerie von Mühlenen, Bern
- 1975: Les Editions Visat Paris; Galerie 2000 Berlin; Dierks Gallery Aarhus; Spaced Galleries New York
- 1981: Grande Realistas. La Pedrera Gallery Barcelona; Palais Besenval Solothurn
- 1986: Arco International Art Exhibition, Madrid
- 1997: C.C.C.B. Barcelona: Realitat figurada. Departament de Cultura de la Generalitat de Catalunya
- 1998: Cervantes Institute, Tanger Marokko
- 1999: Realisme a Catalunya, Centre d’Art Santa Monica, Barcelona
- 2007: Grosse Retrospektive zum 80. Geburtstag, Pimentel Palace, Valladolid und Kunsthaus Grenchen
- 2010: Retrospektive zum 10. Todestag, Museum Sant Cugat del Vallès, Barcelona
- 2016 Die Magie des Realen. Kunsthaus Interlaken[12][13]
- 2016/2017: Rudolf Häsler – Retrospektive. Galerie Bromer Kunst, Roggwil[14]
- 2017: Rudolf Häsler, Homenatge en el 90è aniversari del seu naixement (1927-1999). Kreuzgang des Klosters von Sant Cugat del Valles, Barcelona

## Veröffentlichungen
- Kuba – Freiheit oder Terror: Ein Maler erlebt die Revolution. Habegger, Derendingen 1984, ISBN 978-3-85723-197-1; Neuauflage: Edition Bromer, Roggwil 2017, ISBN 978-3-033-06276-4.
  - Cuba - Libertad o Terror. Edition Bromer, Roggwil 2017, ISBN 978-3-033-06143-9 (spanisch).

## Dokumentarfilm
Der Dokumentarfilm Coca Castro ist eine 2016 entstandene filmische Biografie von Christian Herren und Daniel Bleuer zu Leben und Kunstschaffen Rudolf Häslers. Mitwirkende waren unter anderem Marcus Signer, Irene Gondel, Alejandro Häsler und Luc Chessex. Die Uraufführung fand am 12. November 2016 bei Bromer Kunst in Roggwil anlässlich einer Ausstellungseröffnung über Häsler statt.
Der Film Rudolf Häsler - Odisea de una vida von Enrique Ros dokumentiert Leben, Familie und die künstlerische Entwicklung als Vorläufer des neuen Realismus. Er wurde am 28. Januar 2018 an den Solothurner Filmtagen uraufgeführt.